# Вильдьё (Кот-д’Ор)
Вильдьё (фр. Villedieu) — коммуна во Франции, находится в регионе Бургундия. Департамент коммуны — Кот-д’Ор. Входит в состав кантона Лень. Округ коммуны — Монбар.
Код INSEE коммуны — 21693.

## Население
Население коммуны на 2010 год составляло 76 человек.
| 1962 | 1968 | 1975 | 1982 | 1990 | 1999 | 2010 |
| ---- | ---- | ---- | ---- | ---- | ---- | ---- |
| 115  | 97   | 93   | 84   | 77   | 98   | 76   |

## Экономика
В 2010 году среди 47 человек трудоспособного возраста (15—64 лет) 32 были экономически активными, 15 — неактивными (показатель активности — 68,1 %, в 1999 году было 69,2 %). Из 32 активных жителей работали 31 человек (17 мужчин и 14 женщин), безработной была 1 женщина. Среди 15 неактивных 3 человека были учениками или студентами, 9 — пенсионерами, 3 были неактивными по другим причинам.